# Fernando Margáin Berlanga
Fernando Margáin Berlanga (Monterrey, Nuevo León, 14 de febrero de 1952) es un político mexicano exmiembro del Partido Acción Nacional. Está casado con Alejandra Sada de Margain y tiene cuatro hijos, Fernando, David, Alejandra y Fabiana Margáin Sada.

## Trayectoria académica y empresarial
Es hijo de Ricardo Margáin Zozaya, abogado reconocido, y María Teresa Berlanga de Margáin.
Se graduó de licenciado en Derecho en la Universidad de Monterrey en 1974. Realizó estudios de posgrado en Derecho mercantil en la Universidad de París; tiene una maestría en Derecho Comparado en la Universidad de Nueva York, Maestría en Introducción al sistema jurídico de EUA en la Universidad de Georgetown y también una Maestría en Derecho por la Universidad de Texas
En el sector privado, ha sido abogado en Grupo Visa (FEMSA) así como director jurídico corporativo de Grupo Protexa y socio fundador del bufete jurídico Margáin, Rojas, González, Vargas. También ha sido consejero, vicepresidente y presidente de distintas asociaciones y grupos como el Hospital, Clínica y Maternidad Conchita, Fomento Moral y Educativo, Instituto Motolinía, Consejo Cívico de las Instituciones, Asociación Nacional de Abogados de Empresas en Nuevo León, Moralización y Acción Social y la Canaco en Monterrey.

## Trayectoria política
Miembro activo del PAN desde 1978, en 1984 fue candidato a regidor de San Pedro Garza García y secretario del municipio de Santa Catarina, Nuevo Léon, municipio vecino de San Pedro.
En 1994, se convierte en Presidente Municipal de San Pedro Garza García, tomando protesta el 30 de octubre de ese año, y en 1997 fue miembro del gabinete del Gobernador de Nuevo León Fernando Canales Clariond como Secretario de Desarrollo Social y Humano del gobierno estatal. Logró convertirse en Consejero estatal de su partido en la entidad.
En 2000 fue elegido Senador de la República por Nuevo León de las LVIII y LIX Legislaturas en las que se desempeñó como Presidente de la Comisión de Relaciones Exteriores del Senado de México, así como senador integrante de la Comisión de Desarrollo Urbano y Ordenación Territorial, de la Comisión Jurisdiccional, de la Comisión Plural encargada de realizar acciones necesarias para promover una reunión internacional de parlamentos en el marco de la conferencia internacional sobre el financiamiento para el desarrollo, y de la Comisión de Relaciones Exteriores (Organizaciones no gubernamentales internacionales). Durante su gestión como senador, también logró ser consejero nacional de su partido.
En 2006 solicitó licencia a su cargo de senador y fue nuevamente candidato del PAN a Presidente Municipal de San Pedro Garza García, resultando electo e iniciando su segundo período como alcalde el 1 de noviembre de 2006.
El 16 de diciembre de 2008 solicitó licencia a su cargo de Presidente Municipal de San Pedro Garza García, para buscar la candidatura del PAN a la Gubernatura de Nuevo León en las elecciones de 2009, siendo designada por el cabildo a Rebeca Clouthier Carrillo, hija del Maquío, como presidenta municipal suplente.
Debido a la designación directa de Fernando Elizondo Barragán como candidato al gobierno de Nuevo León, Margáin Berlanga retornó a sus actividades al frente del municipio de San Pedro Garza García, poniendo de manifiesto su inconformidad por lo antidemocrático del proceso interno de su partido.

## Contienda interna para gobernador
El 8 de febrero de 2014, Margáin Berlanga manifestó su interés en participar en la contienda interna del PAN para candidato a gobernador para las próximas elecciones estatales de 2015, aún con el conocimiento del afilamiento masivo de militantes que han perjudicado la imagen del partido y que podrían favorecer a otros candidatos. Margáin Berlanga advirtió que si se repite la designación realizada en 2009 se corre el riesgo de volver a perder ya que, manifestó: "...con una decisión cupular, nos debilitaríamos y se alejaría la confianza de los electores...".
El 3 de marzo de 2015, Margáin Berlanga anunció su renuncia al Partido Acción Nacional y su incorporación como candidato a Presidente Municipal de San Pedro Garza García por el Partido Humanista.